# سیارک ۲۵۴۶
سیارک ۲۵۴۶ (به انگلیسی: 2546 Libitina، نامگذاری:1950FC) دو هزار و پانصد و چهل و ششمین سیارک کشف شده‌است که در ۲۳ مارس ۱۹۵۰ کشف شد.
قدر مطلق سیارک برابر ۱۲٫۰۰ است.